# Malcolm Ebiowei
Malcolm Perewari Ebiowei (Londres, 4 de septiembre de 2003) es un futbolista británico que juega en la demarcación de delantero para el Blackpool F. C. de la League One.

## Biografía
Tras formarse en las filas inferiores del Chelsea F. C., Arsenal F. C., Rangers F. C. y Derby County F. C., finalmente en la temporada 2021/22 ascendió al primer club, haciendo su debut el 8 de febrero de 2022 en un encuentro de la English Football League Championship contra el Hull City A. F. C. tras sustituir a Luke Plange en el minuto 93, con un resultado de 3-1 a favor del Derby County. El 26 de junio de 2022 se unió al Crystal Palace F. C. tras expirar su contrato, debutando en la Premier League el 5 de agosto contra el Arsenal F. C. Esa misma temporada la acabó cedido en el Hull City A. F. C. También fue prestado a mediados de la siguiente campaña al RWDM y en agosto de 2024 al Oxford United F. C. Con este último disputó seis partidos y en enero se canceló la cesión.
En agosto de 2025 abandonó definitivamente el Crystal Palace después de fichar por el Blackpool F. C. y firmar por dos años.

## Clubes
| Club                         | País       | Año       | Partidos | Goles |
| ---------------------------- | ---------- | --------- | -------- | ----- |
| Derby County F. C.           | Inglaterra | 2022      | 16       | 1     |
| Crystal Palace F. C.         | Inglaterra | 2022-2023 | 5        | 0     |
| Hull City A. F. C. (cedido)  | Inglaterra | 2023      | 12       | 0     |
| Crystal Palace F. C.         | Inglaterra | 2023-2024 | 0        | 0     |
| RWDM (cedido)                | Bélgica    | 2024      | 5        | 0     |
| Oxford United F. C. (cedido) | Inglaterra | 2024-2025 | 6        | 0     |
| Crystal Palace F. C.         | Inglaterra | 2025      | 0        | 0     |
| Blackpool F. C.              | Inglaterra | 2025-     |          |       |

## Palmarés

### Títulos nacionales
| Título | Club                 | País       | Año  |
| ------ | -------------------- | ---------- | ---- |
| FA Cup | Crystal Palace F. C. | Inglaterra | 2025 |